# Balón de rugby

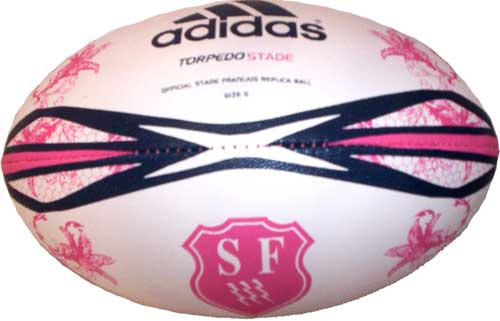
Vista superior frontal

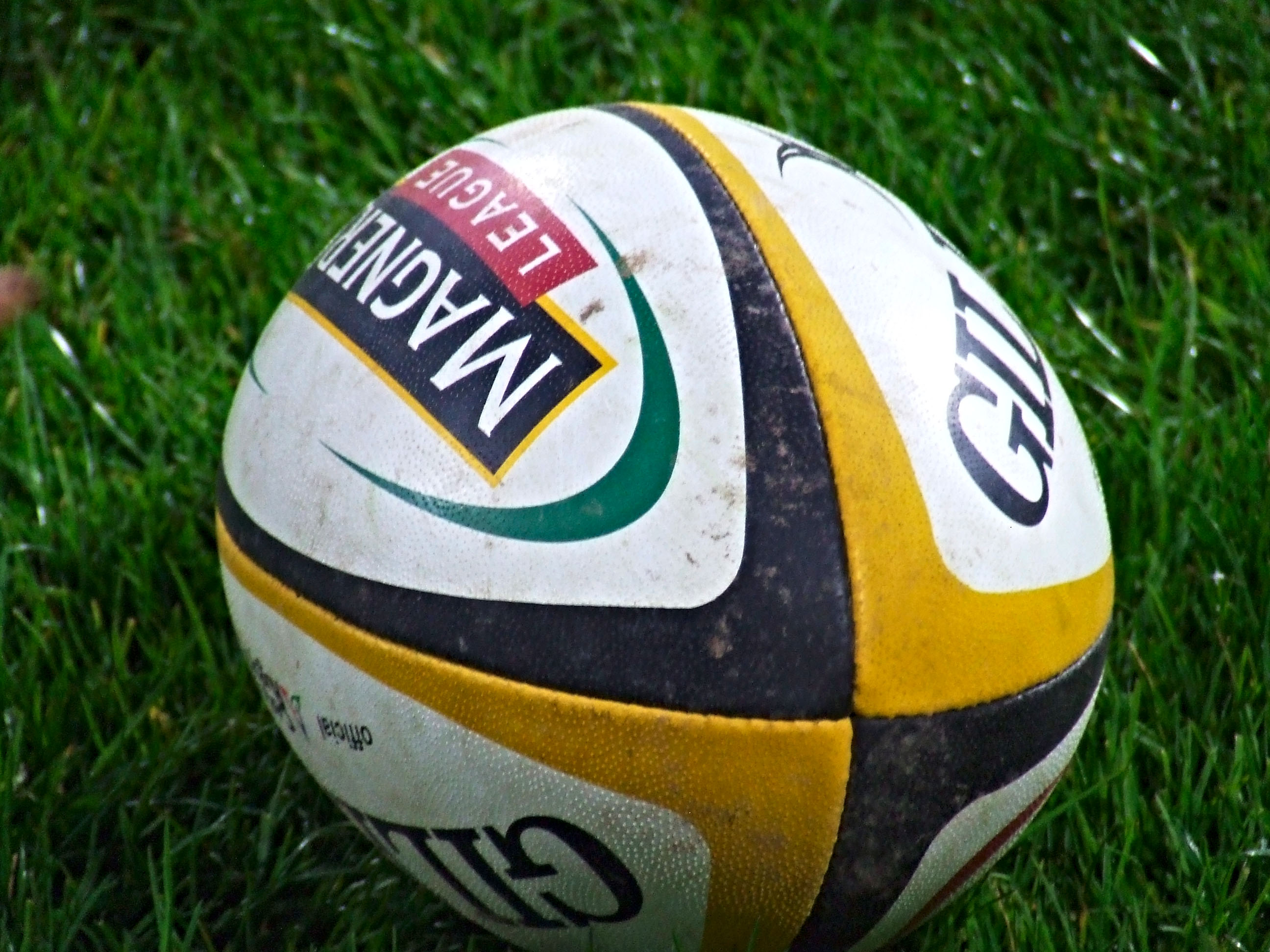
Vista superior derecha

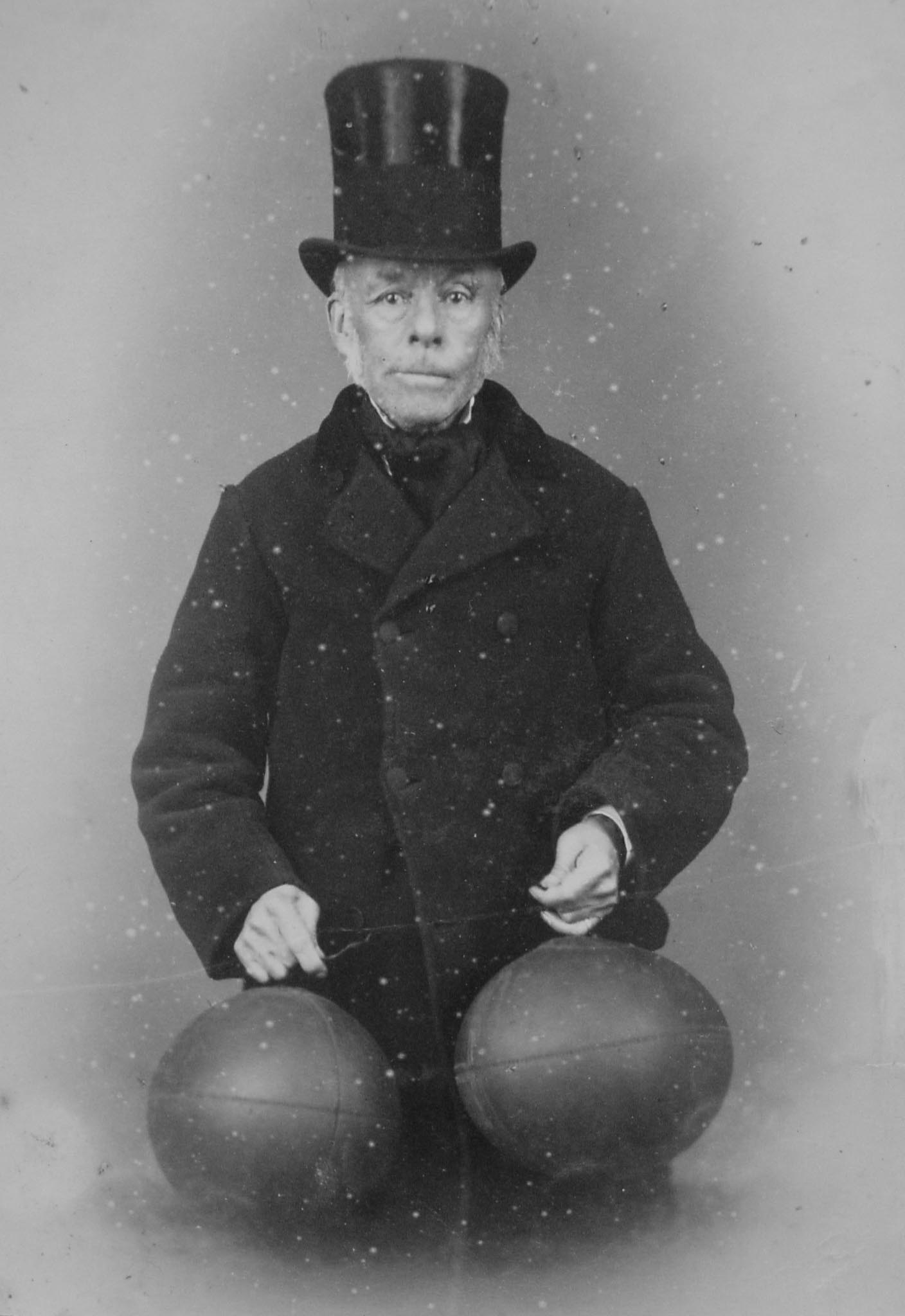
Richard Lindon, inventor de los primeros balones de fútbol con vejigas de goma, sosteniendo las nuevas pelotas "sin botones".

Medidas oficiales (N.º 5 World Rugby).

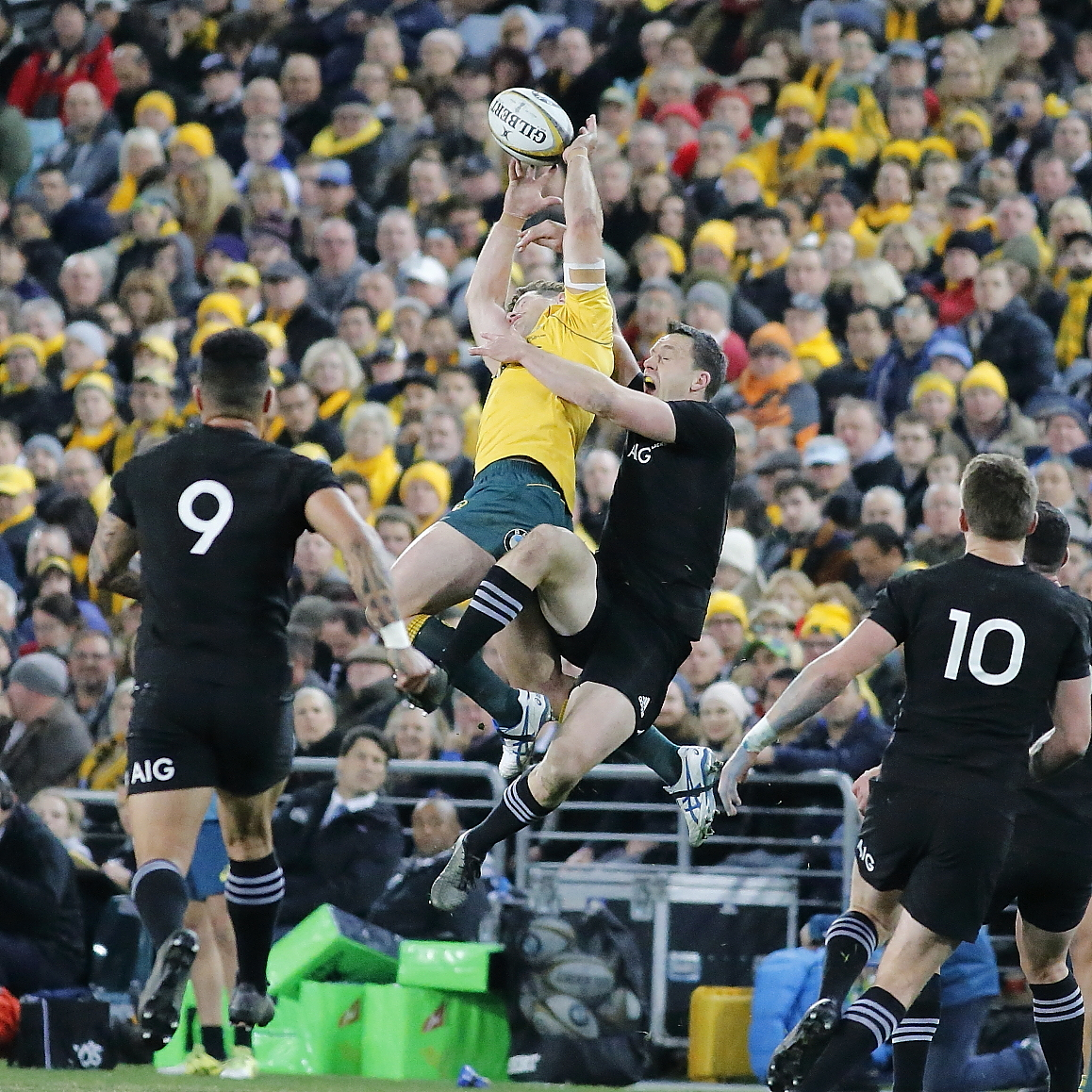
Balón alto, All Blacks vs. Wallabies

El balón de rugby utilizado en competencias oficiales tiene las medidas establecidas por la World Rugby, en el segundo artículo del reglamento. Tiene forma de óvalo, cuatro paneles y pesa 400 gramos.
A menudo es confundido por aquellos que desconocen los deportes con el balón de fútbol americano. Pero el estadounidense tiene cordones, es más pesado, más pequeño y tiene un característico color marrón.

## Historia
El rugby fue inventado en la Rugby School por el alumno William Webb Ellis en 1823, quien en un partido de fútbol rompió las reglas y tomó el balón con sus manos: corrió hasta el arco, llegando al mismo eludió al arquero y alcanzó a marcar mientras era tackleado por otro compañero que lo perseguía; tal acción inmediatamente inspiró a los demás alumnos y el rugby se hizo popular en la institución. Al lado de la escuela se encontraba la zapatería de William Gilbert, fue él quien creó un balón de cuero adaptado para jugar con las manos, pero la forma ovalada se debió accidentalmente al material empleado: una vejiga urinaria de cerdo. Con la rápida expansión del rugby por Warwickshire, Gilbert fundó la empresa que lleva su nombre.
La medida de las bolas de Gilbert dependían del tamaño del cerdo y se inflaban con la boca, si el animal había estado enfermo, los que inflaban el balón se enfermaban. Por esto en años 1862 un competidor de Gilbert, Richard Lindon, empezó a fabricar las pelotas con caucho, recubiertas por cuero y con los cuatro gajos característicos para mantener la forma ovalada que perfeccionó. Para poder inflar los nuevos balones diseñó los infladores para tal fin. Lindon intencionalmente no patentó su pelota para permitir que su modelo se expandiera por todo el Mundo.
En 1891 la International Rugby Football Board (hoy World Rugby) establece las medidas oficiales del balón: 28 centímetros de largo, 77 centímetros de perímetro, 66 centímetros en su circunferencia y un peso de 400 gramos.

### sigloXX
Las medidas de la pelota la hacían lenta, pesada y complicaba a los jugadores. Por ello en 1931 la World Rugby por consejo de Percy Royds, quien deseaba facilitar el juego de manos, modifica el balón en su circunferencia: ahora serán 60 centímetros. Dicha medida es la actual.
La pelota que estéticamente tenía un característico color marrón, en su textura era lisa lo que ocasionaba muchos knock on, el peso se mal distribuía en los extremos (siendo imposible patearlo en esa zona, hoy es muy habitual ello) y cuando llovía el cuero era gravemente afectado por el agua; se volvía más pesado y el balón se deformaba.
En 1982 se creó la pelota de fútbol Adidas Tango España, que contaba con costuras impermeables y fue la que solucionó los problemas de la lluvia. Dicha técnica fue adoptada inmediatamente por el balón de rugby; el que estéticamente se volvió blanco y adornado por detalles en color. Finalmente con la invención de la Adidas Azteca en 1986, la primera pelota de material sintético (que también fue adoptado por el rugby), el balón se actualizó y estuvo disponible para la Copa del Mundo un año después.

## Actualidad
Para el Mundial de Inglaterra 1991 la pelota tuvo su última modificación, Adidas desarrolló los granos para una mejor adherencia a las manos. Dicho desarrollo disminuyó el número de errores manuales y esto aumentó la fluidez del juego (reduciendo los knock on) como su tiempo. En 1992 la World Rugby modificó la puntuación del juego, aumentando el valor del try de 4 a 5 puntos, para incitar a que los equipos busquen marcar más tries en vez de reducirse a patear a los palos.
La empresa Gilbert que lidera el mercado desde 1995, desarrolló aspectos técnicos del balón y en la actualidad los jugadores realizan cotidianamente pases con una sola mano, emplean más el pie en jugadas, convierten más drops y específicamente los pateadores más destacados le dan efecto a la pelota: algo que recién se vio en el siglo XXI con jugadores como Jonny Wilkinson y Dan Carter que crecieron ya con los balones sintéticos.
Se calcula que un balón actual tiene un 20% de mayor precisión que uno de los años 1980 (de cuero o sintético sin poros).

### Conflicto con el rugby femenino
La World Rugby establece que la medida de la pelota para competiciones femeninas debe ser la N.º 4, mientras que en todas las competiciones masculinas se emplea la N.º 5. Esto es percibido como discriminación, por lo que la mayoría de las uniones femeninas juegan con un N.º 5, sin embargo la Copa Mundial de Rugby Femenina aún se disputa con un N.º 4.

## Copa del Mundo
En Nueva Zelanda 1987 se usó el Mitre Multiplex. Era de material sintético, redujo la absorción de agua y esto eliminó la variación de peso. El apertura neozelandés Grant Fox sorprendió al Mundo cuando a la hora de patear a los palos, inclinaba la pelota y golpeaba en su extremo (gracias al nuevo material), su técnica le permitió ser el máximo anotador del torneo con 126 puntos y su método es el usado actualmente por todos los pateadores.
En Inglaterra 1991 el empleado fue el Adidas Webb Ellís. Era totalmente impermeable por usar una tecnología diseñada por la marca para la Adidas Etrusco Único el año anterior, pero además presentó al Mundo los granos del balón. David Campese aprovechó la mejor adherencia y dio a Tim Horan la mejor asistencia en la historia del torneo. Los poros significaron el último cambio revolucionario de la pelota.
Desde Sudáfrica 1995 los balones de cada Copa Mundial han sido diseñadas por la compañía Gilbert.
| Mundial            | Balón               | Fabricante | Características                                                              | Imagen |
| ------------------ | ------------------- | ---------- | ---------------------------------------------------------------------------- | ------ |
| Nueva Zelanda 1987 | Mitre Multiplex     | Mitre      | De material sintético.                                                       |        |
| Inglaterra 1991    | Adidas Webb Ellís   | Adidas     | Presentó los granos.                                                         |        |
| Sudáfrica 1995     | Gilbert Barbarian   | Gilbert    |                                                                              |        |
| Gales 1999         | Gilbert Xact        | Gilbert    |                                                                              |        |
| Australia 2003     | Gilbert Memorabilia | Gilbert    |                                                                              |        |
| Francia 2007       | Gilbert Synergie    | Gilbert    | Micro granos para un total de 1000; mayor adherencia y velocidad en el aire. |        |
| Nueva Zelanda 2011 | Gilbert Virtuo      | Gilbert    |                                                                              |        |
| Inglaterra 2015    | Gilbert Match XV    | Gilbert    |                                                                              |        |
| Japón 2019         | Gilbert Sirius      | Gilbert    |                                                                              |        |